# Marcel Rohrbach
Marcel Rohrbach (Ahun, 8 aprile 1933 – Vélizy-Villacoublay, 14 marzo 2012) è stato un ciclista su strada e pistard francese.
Professionista dal 1956 al 1968, vinse una Parigi-Blois e un Tour D'Europe. Fu inoltre terzo alla Liegi-Bastogne-Liegi del 1961.

## Carriera
Si classificò al nono posto al Tour de France del 1960 e vinse il Giro del Delfinato del 1957. Vinse anche una tappa della Vuelta a España del 1961, dove concluse tredicesimo.

## Palmarès
- 1956

Tour D'Europe
- 1957

2ª tappa Giro del Delfinato
4ª tappa Giro del Delfinato
classifica finale Giro del Delfinato
- 1958

Giro del Monte Bianco
- 1959

Tour de l'Ouest
- 1961
- 1ª tappa Vuelta a Espana (San Sebastián>Pamplona)

## Piazzamenti

### Grandi Giri
- Tour de France

1958: ritirato
1959: ritirato
1960: 9º
1961: 19º
- Vuelta a España

1961: 13º

### Classiche monumento
- Milano-Sanremo

1961: 18º
- Parigi-Roubaix

1959: 38º
1961: 26º
- Liegi-Bastogne-Liegi

1961: 2º
- Giro di Lombardia

1960: ritirato